# Pourvu qu’elles soient douces
«Pourvu qu’elles soient douces» — песня Милен Фармер, выпущенная третьим синглом из альбома Ainsi soit je… 1988 года.

## Видеоклип

### Создание
Жиль Лоран поспособствовал написанию сценария. Режиссёром видео стал Лоран Бутонна, клип снимался пять дней в лесу города Рамбуйе. Он был подвергнут цензуре на телевидении из-за женской наготы (особенно Фармер) и сцен секса. Он называется «Pourvu qu’elles soient douces — Libertine II», так как является продолжением клипа «Libertine» и также показывает времена Семилетней войны. Отрывки клипа были показаны 12 сентября 1988 года в программе канала Canal+ Nulle Part Ailleurs.

### Сюжет
Двое солдат английской армии, юный барабанщик Бен и его более взрослый товарищ Уильям видят тела Либертины и её любовника, на первый взгляд, безжизненные. Либертина оказывается жива, и её перевозят в лагерь англичан.
«18 августа 1757 года. Подразделение армии его величества Георга II под командованием капитана Алека Паркера…»
В ставке англичан идет обсуждение будущей атаки, когда командованию докладывают о девушке из французской армии. Капитан Паркер, явно утративший интерес к военным планам, строит свои планы рядом с палаткой, в которой находится Либертина. Взяв со стола фрукты, он направляется в палатку, где не сдерживается и запрокидывает край одеяла, оголяя ягодицы девушки. В этот момент в палатку входит Бен, став невольным свидетелем этой сцены. Разгневанный Паркер перед строем роты сечет Бена хлыстом. К месту наказания выходит Либертина, берет хлыст у капитана и, хорошенько размахнувшись, бьет его по лицу, после чего с гордостью удаляется.
Паркер настигает Либертину в палатке и требует от неё, чтобы та переоделась в солдатскую форму. За очередную попытку натиска капитан  получает от Либертины бутылкой по голове, после чего они в погоне друг за другом скачут верхом прочь от военного лагеря. Парочка попадает под наблюдение французских солдат, готовящих диверсию против английской армии с помощью проституток. Во главе женщин — соперница (из клипа Libertine).
Под покровом ночи в лагере англичан царит разврат. За уединившимся капитаном и Либертиной наблюдает мальчик. За отдыхом солдат мрачно наблюдает заместитель капитана Свифт.
На рассвете одна из проституток зажигает факел от догорающего костра и подает сигнал французской армии. Её останавливает Свифт, но враги уже близко. Начинается атака, общая суматоха… Либертина выходит из палатки и становится свидетельницей подлого выстрела её соперницы в спину Паркеру. Либертина в ярости; с глазами, полными ненависти, она устремляется за убегающей соперницей и настигает её в грязной канаве с телами убитых солдат. Соперница одерживает превосходство, но в решающий момент Либертине под руку попадается штык, которым она и убивает соперницу.
По полю мчится чёрный скакун Либертины. От англичан в живых остался лишь юный барабанщик, который идет по полю брани, напевая военную песню. Он находится на волосок от смерти в лице французских солдат, уже взведших ружья. Отец предупреждал Бена, что смерть придет в виде большой чёрной лошади, и он не должен поднимать на неё глаз. Скакун останавливается возле парня, который, против наставления своего отца, поднимает глаза и видит улыбающуюся Либертину. Она подает ему руку и сажает к себе в седло. Французы опускают ружья. Смерть проходит мимо.

## Список композиций
Ниже приведен список треков и сингл-релизов «Pourvu qu’elles soient douces»:
- CD maxi

| №  | Название                                         | Длительность |
| -- | ------------------------------------------------ | ------------ |
| 1. | «Pourvu qu'elles soient douces» (remix club)     | 6:32         |
| 2. | «Puisque...»                                     | 5:15         |
| 3. | «Pourvu qu'elles soient douces» (single version) | 4:11         |

- 7" single — France, Canada, Germany, Netherlands

| №  | Название                                                  | Длительность |
| -- | --------------------------------------------------------- | ------------ |
| 1. | «Pourvu qu'elles soient douces / Douces» (single version) | 4:10         |
| 2. | «Puisque...»                                              | 5:10         |

- 7" maxi

| №  | Название                                         | Длительность |
| -- | ------------------------------------------------ | ------------ |
| 1. | «Pourvu qu'elles soient douces» (remix club)     | 6:30         |
| 2. | «Pourvu qu'elles soient douces» (single version) | 4:10         |
| 3. | «Puisque...»                                     | 5:10         |

- 7" maxi — Promo
- 7" single — Promo — Japan — Limited edition (50)

| №  | Название                                         | Длительность |
| -- | ------------------------------------------------ | ------------ |
| 1. | «Pourvu qu'elles soient douces» (single version) | 4:10         |

- CD maxi — Crystal case — Germany

| №  | Название              | Длительность |
| -- | --------------------- | ------------ |
| 1. | «Douces» (remix club) | 6:32         |
| 2. | «Puisque...»          | 5:15         |

- 7" maxi — Germany

| №  | Название                                     | Длительность |
| -- | -------------------------------------------- | ------------ |
| 1. | «Pourvu qu'elles soient douces» (club remix) | 6:30         |
| 2. | «Douces»                                     | 4:10         |
| 3. | «Puisque...»                                 | 5:10         |

- Digital download (since 2005)

| №  | Название                                                   | Длительность |
| -- | ---------------------------------------------------------- | ------------ |
| 1. | «Pourvu qu'elles soient douces» (Ainsi soit je... version) | 4:52         |
| 2. | «Pourvu qu'elles soient douces» (Les Mots version)         | 4:16         |
| 3. | «Pourvu qu'elles soient douces» (1989 live version)        | 8:58         |
| 4. | «Pourvu qu'elles soient douces» (2000 live version)        | 5:03         |
| 5. | «Pourvu qu'elles soient douces» (remix club)               | 6:32         |
| 6. | «Pourvu qu'elles soient douces» (Paul Oakenfold remix)     | 4:03         |